# Soppe-le-Bas
Soppe-le-Bas (en alsacià Needersulzbàch, Nieder-Sulzbach{ (alemany)) és un municipi francès, situat a la regió del Gran Est, al departament de l'Alt Rin. L'any 2005 tenia 684 habitants.

## Demografia
| 1962 | 1968 | 1975 | 1982 | 1990 | 1999 |
| ---- | ---- | ---- | ---- | ---- | ---- |
| 278  | 284  | 304  | 348  | 378  | 588  |

## Administració
| Període | Identitat      | Partit |
| ------- | -------------- | ------ |
| 2001-   | Francis Guttig |        |